# Valozjyn rajon
Valozjyn rajon (belarusiska: Валожынскі раён) är ett distrikt i Belarus. Huvudort är Valozjyn. Det ligger i voblasten Minsks voblast, i den centrala delen av landet, 60 km väster om huvudstaden Minsk.